# Hydroporus pseudoniger
Hydroporus pseudoniger är en skalbaggsart som beskrevs av Nilsson och Hans Fery 2006. Hydroporus pseudoniger ingår i släktet Hydroporus och familjen dykare. Inga underarter finns listade i Catalogue of Life.